# Yeghegnalich
Yeghegnalich är en sjö i Armenien.   Den ligger i provinsen Vajots Dzor, i den centrala delen av landet, 70 kilometer sydost om huvudstaden Jerevan. Yeghegnalich ligger 1 383 meter över havet.
Trakten runt Yeghegnalich består i huvudsak av gräsmarker. Runt Yeghegnalich är det ganska glesbefolkat, med 28 invånare per kvadratkilometer.